# هارولد هانتر
هارولد هانتر (انگلیسی: Harold Atkins Hunter؛ ۲ آوریل ۱۹۷۴ – ۱۷ فوریهٔ ۲۰۰۶) یک هنرپیشه اهل ایالات متحده آمریکا بود.